# Erich Spahn
Erich Spahn (ur. 17 września 1948 w Dachsen – zm. 19 grudnia 2009 tamże) – szwajcarski kolarz szosowy i torowy, srebrny medalista szosowych mistrzostw świata.

## Kariera
Największy sukces w karierze Erich Spahn osiągnął w 1968 roku, kiedy wspólnie z Bruno Hubschmidem, Robertem Thalmannem i Walterem Bürkim zdobył srebrny medal w drużynowej jeździe na czas na mistrzostwach świata w Montevideo. Był to jednak jedyny medal wywalczony przez niego na międzynarodowej imprezie tej rangi. Na tych samych mistrzostwach był także czternasty w wyścigu ze startu wspólnego amatorów. Ponadto w latach 1970 i 1972 wygrywał GP Kanton Genève, w 1971 roku był najlepszy w Ostschweizer Rundfahrt, a w latach 1971 i 1972 wygrywał Berner Rundfahrt. W 1972 roku zdobył brązowy medal szosowych mistrzostw kraju w wyścigu ze startu wspólnego, a w latach 1970 i 1974 zdobywał medale na torze, zwyciężając w omnium. Nigdy nie wystąpił na igrzyskach olimpijskich.